# MikeZup
MikeZup, nom de scène de Michel Valiquette est un rappeur canadien d’origine canado-haïtienne et originaire du quartier Saint-Michel à Montréal. 
Il est le fils du gangster Jean-Raymond Claude (alias Jean-Jean) et neveu de Guy Robert, membres fondateurs des 67,, un gang de rue d'allégeance aux Bleus (Crips) issu du quartier Saint-Michel. MikeZup est aussi le filleul de Ducarme Joseph, chef des 67, assassiné en août 2014, originaire du même quartier.

## Biographie
MikeZup est l'aîné d'une famille de six enfants élevés par sa mère, son père étant peu présent,.    
Son père disparaît le 2 avril 2015,, huit mois après le meurtre de Ducarme Joseph. À l'été 2020, seul son os de fémur est retrouvé, la police relance l'enquête, mais suppose qu'il serait décédé à l'heure actuelle,. 
MikeZup commence à faire du rap à 14 ans,,, son premier vidéoclip (M. Le Principal) est tourné dans son école secondaire et financé par son père. C'est à cette même époque qu'il débute dans la criminalité, allant du vol à l'étalage au trafic de substances.    
MikeZup fait de la prison durant sa vie adulte, mais se reprend ensuite en main, laissant son passé trouble derrière, pour s'investir totalement dans la musique. Il a maintenant deux enfants,.   

## Carrière musicale
Il fonde le collectif 630MG inc, composé de Zach Scott, Gambino et Levimotion. MikeZup se produit de façon indépendante jusqu'en 2021, alors qu'il signe avec Joy Ride Records,,.   
Le blog français Rap Minerz le nomme deuxième dans le top 5 des rappeurs au vocabulaire le plus varié. 
En 2023, il est nommé au Gala Dynastie dans la catégorie Vidéoclip de l'année pour G.O.A.T.S avec Connaisseur Ticaso et Enima.